# Großsteingrab Odoorn-Noorderveld 2
Das Großsteingrab Odoorn-Noorderveld 2 war eine megalithische Grabanlage der jungsteinzeitlichen Westgruppe der Trichterbecherkultur bei Odoorn, einem Ortsteil von Borger-Odoorn in der niederländischen Provinz Drenthe. Es wurde im frühen 19. Jahrhundert zerstört. Seine Überreste wurden 1984 archäologisch untersucht. Das Grab trägt die Van-Giffen-Nummer D32d.

## Lage
Das Grab befand sich östlich von Odoorn im Feld zwischen Dennenweg, Odoornerweg und Bergjesweg. In der näheren Umgebung gibt es zahlreiche weitere Großsteingräber. 920 m südsüdöstlich befindet sich das Großsteingrab Valthe-West (D34), 1,7 km westnordwestlich das Großsteingrab Odoorn (D32), 1,8 km südsüdöstlich das Großsteingrab Valthe-Zuidwest (D35), 2,1 km nordnordöstlich das Großsteingrab Exloo-Zuid (D31) und 2,5 km ostsüdöstlich die beiden Großsteingräber bei Valthe-Oost (D36 und D37). Auch mehrere zerstörte Gräber sind aus dieser Gegend bekannt. 900 m südsüdöstlich lag das Großsteingrab Valthe-Valtherveld (D33), 1,2 km nordnordwestlich das Großsteingrab Odoorn-Noorderveld 1 (D32c) und 2 km westlich das Großsteingrab Odoorn-Westeres (D32a).

## Forschungsgeschichte
Die Anlage wurde im frühen 19. Jahrhundert zerstört. 1943 wurden ihre Überreste erstmals als Großsteingrab erkannt. Eine weitere Dokumentation des Fundplatzes erfolgte in den 1960er Jahren durch Jan Evert Musch. 1984 wurden die Reste des Grabes unter Leitung von Jan N. Lanting archäologisch untersucht.

## Beschreibung
Bei der Anlage handelte es sich vermutlich um ein Ganggrab. 1818 waren nur noch drei Steine vorhanden. Lanting konnte bei seiner Grabung feststellen, dass die Grabkammer eine Länge von etwa 5,5 m und eine Breite zwischen 1,6 m und 2 m hatte. Sie bestand aus drei Wandsteinpaaren an den Langseiten und je einem Abschlussstein an den Schmalseiten. Reste eines steinernen Bodenpflasters ließen sich nicht mehr ausmachen.

## Funde
Lanting konnte bei seiner Grabung Keramikscherben der Trichterbecherkultur bergen, aus denen sich etwa 150 Gefäße rekonstruieren ließen. Der Fund eines Keramikdeckels ist bislang einzigartig für die Westgruppe der Trichterbecherkultur. Die Keramik datiert in die Stufen 2–5 und 7 des von Anna Brindley aufgestellten typologischen Systems der Trichterbecher-Westgruppe. Dies entspricht dem Zeitraum 3470–3075 und 2860–2760 v. Chr. Scherben von Gouda-Pfeifenköpfen erlauben es, die Zerstörung des Grabes ins frühe 19. Jahrhundert zu datieren.